# Panaetius
Panaetius (лат.) — род клопов из семейства древесных щитников. Эндемик Австралии.

## Описание
Длина тела менее 1 см (5—6 мм). От близких родов отличается следующими признаками: Параклипеи плоские и дугообразные дистально там, где они сходятся или почти сходятся; 1-й усиковый сегмент явно не выходит за передние концы параклипеев; 1-й усиковый сегмент не выходит за передние концы параклипеев; рострум достигает чуть дальше задних концов средних тазиков, 1-й ростральный сегмент дистально на уровне задних границ глаза; максиллярный бугорок отсутствует. Параклипеи выступают за передний конец антеклипеуса, сходятся или почти сходятся дистально.  Пронотум бороздчатый медиально, борозда окаймлена приподнятыми боковыми областями, образующими отчетливые противоположные створки. Антенны 5-члениковые. Лапки состоят из двух сегментов. Щитик треугольный и достигает середины брюшка, голени без шипов.
- Panaetius eliasi Wang, Liu & Cassis, 2015[6]
- Panaetius laevicornis Wang, Liu & Cassis, 2015
- Panaetius lobulatus Stål, 1866
- Panaetius trabifer Horváth, 1902